# Amore a doppio senso
Amore a doppio senso (The Velocity of Gary) è un film drammatico del 1998.

## Trama
Valentino, è un attore pornografico bisessuale che ha una relazione con la cameriera Mary Carmen. Quando Valentino incontra Gary, tra i due nasce una passione, e Gary e Mary Carmen si contenderanno l'amore di Valentino, vivendo una sorta di ménage à trois. I due dovranno mettere da parte i loro rancori quando Valentino si ammalerà di AIDS.